# Skytte vid olympiska sommarspelen 1948
De olympiska tävlingarna i skytte 1948 avgjordes mellan den 2 och 6 augusti i Bisley, cirka 40 kilometer sydväst om centrala London. 188 deltagare från 28 länder tävlade i fyra grenar.

## Medaljörer
| Gren                                        | Guld                 | Silver                                       | Brons                  |
| Snabbpistol Detaljer...                     | Károly Takács Ungern | Carlos Enrique Díaz Sáenz Valiente Argentina | Sven Lundqvist Sverige |
| Fripistol Detaljer...                       | Edwin Vásquez Peru   | Rudolf Schnyder Schweiz                      | Torsten Ullman Sverige |
| 300 meter gevär, tre positioner Detaljer... | Emil Grünig Schweiz  | Pauli Janhonen Finland                       | Willy Røgeberg Norge   |
| 50 meter gevär, liggande Detaljer...        | Arthur Cook USA      | Walter Tomsen USA                            | Jonas Jonsson Sverige  |

## Medaljtabell
| Pl.    | Nation    | Guld | Silver | Brons | Totalt |
| ------ | --------- | ---- | ------ | ----- | ------ |
| 1      | Schweiz   | 1    | 1      | 0     | 2      |
| 1      | USA       | 1    | 1      | 0     | 2      |
| 3      | Peru      | 1    | 0      | 0     | 1      |
| 3      | Ungern    | 1    | 0      | 0     | 1      |
| 5      | Argentina | 0    | 1      | 0     | 1      |
| 5      | Finland   | 0    | 1      | 0     | 1      |
| 7      | Sverige   | 0    | 0      | 3     | 3      |
| 8      | Norge     | 0    | 0      | 1     | 1      |
| Totalt | Totalt    | 4    | 4      | 4     | 12     |